# Békefi Lajos

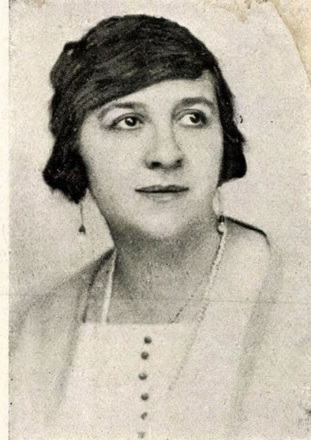
Békefy Lajosné, Koppán Margit színésznő

Békefi Lajos, született Friedman Joel (Mátészalka, 1871. január 13. – Budapest, 1953. március 31.) magyar színész, népszínműénekes, színházi rendező.

## Életpályája
1871. január 13-án született Mátészalkán zsidó családban, iskoláit is itt végezte. Szülei Friedman József és Taub Ráhel voltak. 1890-ben lépett színipályára, Halmay Imre társulatánál, ahol egy évig mint segédszínész működött. Öt évig a Népszínház énekkarában működött, majd elvégezte a Solymossy Elek-féle színiiskolát. Járt külföldön is, majd Beöthy László a Magyar Színházhoz szerződtette tenoristának. Innen Micsei F. György kecskeméti társulatához szerződött, majd Sopron, Debrecen, Kassa, Nagyvárad, majd ismét Debrecen közönsége előtt játszott. 1905-ben szerződött Szegedre Makó Lajoshoz, ahol a közönségtől ezüstözött babérkoszorút kapott. 1927. december 1-jén vonult nyugalomba, bár egyes hírek szerint még 1929-ben is fellépett Nagyváradon, Kálmán Imre Bajadér című operettjében.
1896–1903 között felesége Haczl Emília Anna színésznő volt. Első feleségétől elvált. 1907. július 2-án Budapesten, a Ferencvárosban házasságot kötött Koppán Margit színésznővel.